# Miniperla japonica
Miniperla japonica är en bäcksländeart som beskrevs av Kawai 1967. Miniperla japonica ingår i släktet Miniperla och familjen jättebäcksländor. Inga underarter finns listade i Catalogue of Life.